# 舞咲みくに
舞咲 みくに（まいさき みくに、1991年9月2日 - ）は、日本のAV女優。

## 来歴・人物
兵庫県出身。2012年、アイデアポケット専属としてAVデビュー。
2014年7月、セガのゲーム「龍が如く0 誓いの場所」のキャラクター出演をかけたセクシー女優人気投票にエントリーしたが、出演権を逃した。
趣味は、コスプレ・料理・DVD鑑賞。

## 出演作品

### イメージビデオ
- 私立P学園 ～制服JKの誘惑～ Vol.4（1月15日、Image Avenue）

### アダルトビデオ
2012年
- FIRST IMPRESSION56（2月1日、アイデアポケット）
- 究極BODYと最高のSEX4本番（3月1日、アイデアポケット）
- 世界最高級ソープへようこそ（4月1日、アイデアポケット）
- 乳がデカすぎてエロ過ぎるボイン妻（5月1日、アイデアポケット）
- DIGITAL CHANNEL DC93（6月1日、アイデアポケット）
- スケパイ 裸よりイヤラシイ!濡れ透けノーブラ着衣巨乳（7月1日、アイデアポケット）
- あぁ、隣の綺麗な全裸お姉さん（8月10日、ワープエンタテインメント）
- 完全催眠凌辱 舞咲みくに、堕ちるまで…（9月7日、アタッカーズ）
- 夫の目の前で犯されて- 訪問強姦魔6（10月7日、アタッカーズ）
- セーラー戦士完全敗北　美少女戦士セーラープリースト Naniwa（12月28日、ギガ）

2013年
- レイプハンター開発計画File_04　セーラープリーストVSもーれつ仮面（1月25日、ギガ ）
- COSPLAYER HUNTER（1月25日、CMP ）
- 女のカラダはピンと張る弓なりスレンダーで選ぶ。（2月13日、E-BODY）
- スク水H 52（2月22日、クリスタル映像）
- 家庭教師のお姉さんが丁寧に優しく教えてあげる（3月8日、TMA）
- 受付嬢in… ［脅迫スイートルーム］ Miss Reception Mikuni（21）（3月22日、ドリームチケット）
- 巨乳神コス 舞咲みくに（5月7日、みるきぃぷりん♪）
- 美人潜入捜査官 舞咲みくに（5月9日、SODクリエイト）
- 眩しすぎる競泳水着インストラクター（5月23日、GARCON）
- 入国審査で脱がされた女子大生 舞咲みくに（5月24日、EROTICA）
- 姉の同僚の魅力的な美人OLに弄ばれてしまった童貞の僕（6月20日、SOSORU）
- ボイン大好きしょう太くんのHなイタズラ（7月4日、グローリークエスト）
- 私、拘束されてます。奥ゆかしき和装美女をガンジガラメで玩具責め（7月5日、ドリームチケット）
- ラブレズ ベロキス（7月7日、みるきぃぷりん♪）
- ファンタジックゾーン vol.1 精鋭女捜査官 ホワイトパンサー絶命！？ 快楽死刑台の惨い時間 舞咲みくに（7月7日、BabyEntertainment）
- 欲求不満の帰国子女が空港から直行する成田初！！噂のオイルマッサージ（7月12日、LEO）
- 魅惑の美人巨乳バニーガール（7月18日、SOSORU）
- 就職セミナー帰りで受かりたいオーラを出してる女子アナ候補生を待ち伏せてみると…（8月1日、プレステージ）
- MOODYZファン感謝祭 バコバコバスツアー2013 お祭り大乱交スペシャル！！（8月1日、ムーディーズ）
- 露出人妻倶楽部 舞咲みくに（仮名）（8月2日、映天）
- 禁断介護 舞咲みくに（8月15日、グローリークエスト）
- チチリッチ ボインなあのコにドロッと中出しSPECIAL！（9月1日、Fitch）
- 美女×美ボディ限定40人（10月13日、E-BODY）
- ザ・ベイビーエンターテイメント 2013 PREMIUM BEST ～淫秘の女体轟沈アクメ～（12月7日、ベイビーエンターテイメント）
- もしもいつでも何処でも誰とでもSEXが出来る夢の会社があったら…（12月13日、 ケイ・エム・プロデュース）
- コスプレ後背位BEST COLLECTION4時間（12月25日、コスキューブ）

2014年
- ヌキサシバッチリBLACK！ オナニー専用ベストポジション素材集 7 黒人巨根襲来編（1月10日、REAL/KMP） ※Blu-ray版 同時発売
- キャバ嬢店内媚薬レイプ（2月6日、グローリークエスト）
- ヤリたい盛りのエッチな女子大生 卒業記念に思いっきりヤリまくり温泉旅行（2月28日、ケイ・エム・プロデュース）
- 自画撮りオマ〇コ指オナニー（5月15日、グローリークエスト）
- SEX OF THE DEAD 巨乳ゾンビガール（6月5日、グローリークエスト）
- 女体拷問研究所 ZERO（7月1日、BabyEntertainment）
- 夫婦喧嘩をして全裸で閉め出された美人妻とそれを見てしまった隣人の僕（7月10日、ROCKET）
- 敏感な勃起乳首を舐めるレズ 6（7月19日、ゑびすさん/妄想族）
- こんな美女だらけでやれんのか！DREAM GRANDPRIX2014全裸オイルキャットファイト2MATSURI 戦う相手を自分で指名する8人制最強美女決定トーナメント（8月1日、ROCKET）
- WET DANCE ～透け～（8月1日、ゑびすさん/妄想族）
- 一人暮らしの息子を心配して上京してきたママとパパ。蒸し暑い夜なのにエアコンが壊れている僕の部屋はムシムシで、隣で寝ているママのカラダも汗でスケスケべっとり！（8月21日、SWITCH）
- 囚われた女刑事… イイ女を嬲り倒せ！女体乱舞の着緊マニア 着衣緊縛中毒 マニアック・エクスタシー Part1（8月25日、AVS collector’s）
- 強制自慰アクメin…3 密室マンズリ玩具調教（10月3日、ドリームチケット）
- みくにのコスりコスられ中出し倶楽部（10月13日、CREAM PIE）
- 巨乳美女と逆3P中出しハーレムSEX（11月13日、ムーディーズ）
- 私、本名でセックスしてました。（12月5日、無名時代）
- 護身術を習いに来たハミ乳しても気づかない隙のある巨乳人妻を寝技でイカせる（12月5日、DIY）

2015年
- 巨乳AV女優の自画撮りオナニー中に乱入！連続生ハメ無許可中出し（1月9日、クリスタル映像）
- うまのりロデオ騎乗位でザーメンを絞りとる淫乱痴女 Part.2（1月9日、ケイ・エム・プロデュース）
- 1人旅の温泉旅館でアダルトビデオの撮影にバッタリ遭遇！男優としてスカウトされ有名AV女優たちとセックスしまくることになった素人童貞の僕！（1月9日、ケイ・エム・プロデュース）
- 巨乳娘とヤリ放題（1月19日、OPPAI）
- 爆乳M痴女中出し調教（3月6日、クリスタル映像）
- 半裸でハメながらご奉仕してくれる夢の一夫多妻（3月6日、DIY）

2016年
- ベロフェラディルド（8月1日、ゑびすさん/妄想族）
- ハイ、チーズ！ 脅迫セキュリティルーム 黒人たちに姦(マワ)されて…。日本語が通じず泣きそうな美女たちがパワーセックスでまさかの快楽落ち。4時間SP（9月25日、ビッグモーカル）